# Eduardo Martínez Somalo
Eduardo Martínez Somalo   (Baños de Río Tobía, 31 de març de 1927 - Ciutat del Vaticà, 10 d'agost de 2021) va ser un cardenal espanyol. Des de 1988 fins a 2007 va ser cardenal camarlenc.

## Primers estudis
Va cursar els seus estudis en Teologia i Dret Canònic en la Pontifícia Universitat Gregoriana a Roma, i era també doctor en dret canònic per la Pontifícia Universitat Lateranense, igualment situada a Roma.

## Carrera eclesiàstica

### Diplomàcia vaticana
Després de ser ordenat sacerdot a Roma el 19 de març de 1950, va entrar en el servei diplomàtic de la Santa Seu. Va ocupar subseqüentment els càrrecs de responsable de la secció espanyola de la Secretaria d'Estat, el 1970 fou conseller del Nunci apostòlic a Londres, el 1975 Nunci apostòlic a Colòmbia i el 1979 substitut de la Secretaria d'Estat (càrrec considerat la tercera posició en jerarquia dins del Vaticà).

### Nomenament com a cardenal
Al maig de 1988 Martínez Somalo va cessar en les seves funcions com a substitut de la Secretaria d'Estat, i un mes més tard va ser creat cardenal pel papa Joan Pau II, juntament amb altres 23 purpurats.
El 21 de gener de 1992, el Pontífex el va nomenar prefecte de la Congregació per als Instituts de Vida Consagrada i Societats de Vida Apostòlica.
El 5 d'abril de 1993 va ser nomenat per Joan Pau II Camarlenc de l'Església Catòlica en substitució del cardenal Sebastiano Baggio, qui havia mort quinze dies abans. Va presentar la seva renúncia després de complir 80 anys, i el 4 d'abril de 2007 el papa Benet XVI va designar al Cardenal Bertone com a nou Camarlenc. Com a cardenal camarlenc li va correspondre exercir les especials funcions reservades a aquest càrrec durant la seu vacant a la mort de Joan Pau II.

## Condecoracions
- 1972: Gran oficial de l'Orde al Mèrit de la República Italiana
- 1981: Gran Creu de l'Orde de Crist de Portugal
- 1983: Gran Creu de l'Orde d'Isabel la Catòlica
- 1985: Gran Creu des Orde al Mèrit de la República Italiana